# 토머스 굿윈

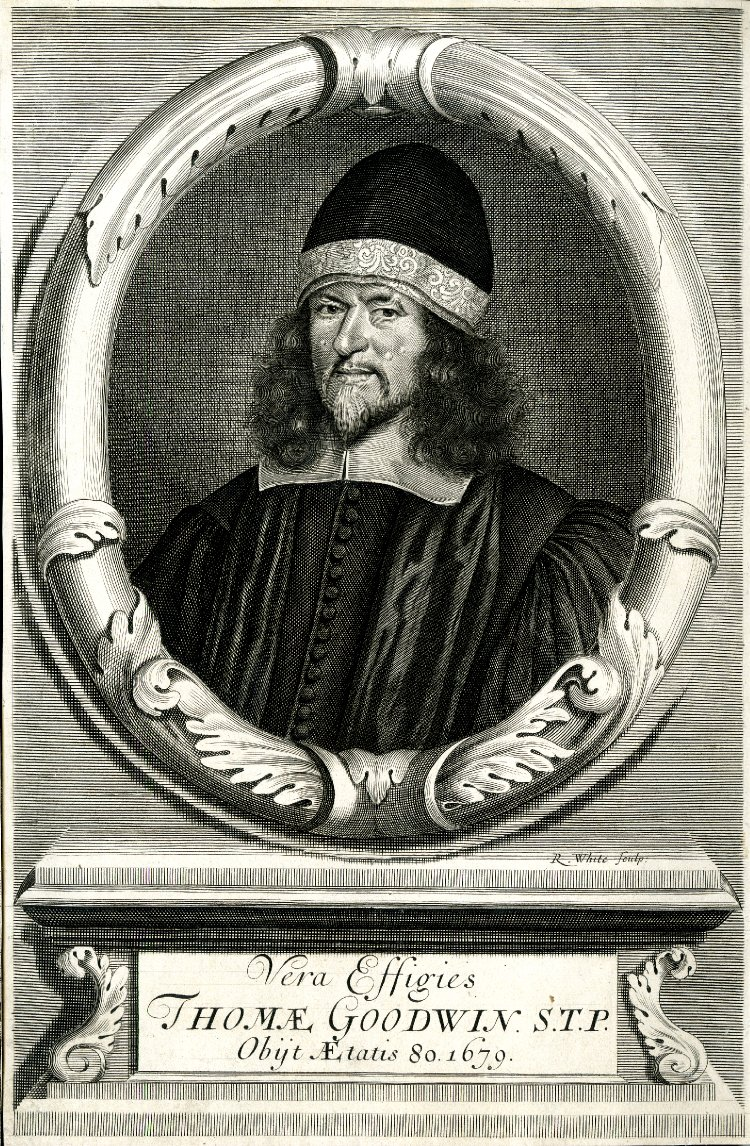
토머스 굿윈

토머스 굿윈(Thomas Goodwin, 1600년 10월 5일 - 1680년 2월 23일)은 "장로"로 알려진, 영국 청교도 신학자이며 설교자이고, 종교적 독립을 위해 싸운 지도자이다. 올리버 크롬웰의 채플린으로 사역하였고, 의회에서 막달렌 칼리지 (옥스포드 대학교)의 학장으로 1650년에 임명되었다.

## 생애
- 정부의 탄압에 저항했던 청교도로 알려진 그는 노폭의 야무스에 근처한 롤레스비에서 태어났다. 하나님을 경외하는 청교도 부모였던 리차드 굿윈과 캐더린 굿윈 사이에서 태어났다.
- 6살때 성령의 감동되어 죄를 자백하였고, 하나님의 일들에 대한 생각으로 기쁨을 누렸다.[2]
- 어려서부터 이미 히브리어, 헬라어, 라틴어를 습득할 정도로 교육적인 가정에서 자랐으며, 이것은 후에 그의 사역에 많은 도움을 주었다.
- 13살에 크라이스츠 칼리지 (케임브리지 대학교)에 입학하였다. 그 당시 학교에는 윌리암 퍼킨스, 리차드 십스의 영향이 강했던 때였다.
- 14살의 나이에 성만찬에 참여 못함에 분개하여 교회를 떠나 그 당시 네덜란드에서부터 온 아르미니우스주의에 심취하였다.
- 1616년 크라이스츠 칼리지 (케임브리지 대학교)를 졸업하였다.
- 1620년 케임브리지에 있는 세인트 캐더린 홀에서 공부를 하여 석사학위를 받았다.
- 리차드 십스와 존 프레스톤의 설교의 영향을 받았다.
- 1620년 10월 2일에 회심을 경험하였다.
- 웨스트민스터 총회에서 수많은 기여를 하였으며, 특히 Apologetical Narration으로 독립에 대한 주장을 펼쳤다.
- 1650년 웨스트민스터 총회의 결산위원으로 설교자들을 평가하였다.
- 1650년대에 옥스퍼드 대학교에서 가르쳤고, 매튜 헨리에게도 영향을 미쳤다.
- 1653년 존 오언과 함께 6명의 위원회를 결성하여 사보이 신앙고백을 작성하였다.(1658)
- 1656년부터 올리버 크롬웰의 개인목사로 섬겼다.

## 신학

### 니케아 신조의영원 생성설
삼위의 각 위격이 온전한 하나님이며, 같은 본성을 공유하고 온전한 신성을 갖고 있다고 주장하였다.
성자 하나님은 성부로부터 유일하게 나신(begotten) 분이며, 이것이 영원 생성설을 필요로 한다고 주장하였다.
굿윈은 그리스도의 신성을 영원 생성설과 연관을 시키는 데, 이것을 성부하나님과 성자 하나님의 소통함으로 보았다.

### 기독론
그는 그리스도의 신성과 인성에 대하여 각 본성이 다른 본성으로 변할 수 없다고 주장하였다. 그것은 하나님의 비공유적 속성이기 때문이다.

## 영향을 준 자들
- 존 프레스톤은 토머스 굿윈과 매우 친분이 두터웠으며 서로 생각을 나누며 시간을 같이 보냈다고 굿윈은 그의 글에서 전했다.

## 저서
- The Work of the Holy Ghost in our Salvation[5]: 벤저민 워필드는 아브라함 카이퍼의 저서인 성령에 관하여의 서문에서 존 오언의 성령론이 나오게 된 배경에는 바로 토마스 굿윈의 이 저서도 같이 읽어야 한다고 주장하였다.[6]
- The Works of Thomas Goodwin 12 Vol.

Volume 1: Exposition of Ephesians 1
Volume 2: Expositions of Ephesians 2 – Exposition of Various Portions of Ephesians – Patience and Its Perfect Work
Volume 3: Exposition of the Book of Revelation – Certain Select Cases Resolved – Vanity of Thoughts Discovered
Volume 4: Christ Set Forth – Heart of Christ in Heaven – Aggravation of Sin – Encouragements to Faith – Glory of the Gospel – Knowledge of God the Father
Volume 5: Christ the Mediator – Supereminence of Christ – Reconciliation to God – The One Sacrifice – Reconciliation of Christ – Three Sermons on Heb. 1:1-2
Volume 6: The Work of the Holy Ghost in Our Salvation
Volume 7: Creatures and Their Condition in Creation – Gospel Holiness – Blessed State of Glory – Three Several Ages of Christians – Man’s Restoration by Grace, Repentance
Volume 8: The Object and Act of Justifying Grace
Volume 9: A Discourse of Election – A Discourse of Thankfulness
Volume 10: An Unregenerate Man’s Guiltiness before God, in Respect of Sin and Punishment
Volume 11: The Constitution, Right Order and Government of the Churches of Christ
Volume 12: Misc. Sermons – Index
- Of Gospel Holiness in the Heart and Life

### 2차 문헌
- Habitual Sight of Him: The Christ-Centered Piety of Thomas Goodwin (Joel Beeke and Mark Jones, Reformed Heritage Books )
- Thomas Goodwin and the Puritan doctrine of assurance : continuity and discontinuity in the Reformed tradition, 1600-1680 (PhD Thesis, Michael S Horton,1998) 보관됨 2020-07-13 - 웨이백 머신
- Gentle and Lowly : The Heart of Christ for Sinners and Sufferers ( Dane Ortlund, 2020, Crossway Books )

### 번역된 저서
- 마음-오늘을 위한 퓨리턴 06 (복있는 사람, 2018)
- 믿음의 본질 1, 2 ( 임원주 옮김, 부흥과 개혁사, 청교도 대작 시리즈 6, 2013)